# Dé Palmeira
André Palmeira Cunha, ou simplesmente Dé Palmeira ou Dé (Rio de Janeiro, 4 de junho de 1965), é um compositor, baixista, arranjador e produtor musical brasileiro, sendo um dos integrantes originais do Barão Vermelho.
É autor de sucessos como "Pense e Dance" (com Frejat e Guto Goffi) e "Preciso Dizer que te Amo" (com Cazuza e Bebel Gilberto), que recebeu o prêmio de “melhor canção pop-rock”, concedida pelo Prêmio Sharp de Música, em 1988.
Atualmente, é o produtor musical do programa Conversa com Bial, da Rede Globo.

## Carreira
É um dos integrantes da primeira formação da banda Barão Vermelho, o mais novo entre eles, com 15 anos na época. Com a banda, se apresentou na primeira edição do Rock in Rio, em 1985, e gravou 6 álbuns de estúdio.
Quando o Barão estreou em São Paulo o show do álbum Maior Abandonado (1984), uma denúncia anônima atraiu a polícia para hotel Hilton, onde os integrantes estavam hospedados. Os oficiais vieram armados, o que fez o músico pensar que tratava-se de um assalto. Dois potes de maconha com 400 gramas foram encontrados. O grupo foi liberado após seus representantes pagarem fiança.
Dé saiu brigado da banda em 1990, antes da gravação do álbum Na Calada da Noite, alegando falta de espaço na banda, onde as composições se concentravam apenas em Frejat e Guto Goffi.
Após a saída do Barão, monta a banda Telefone Gol. Com o fim da banda, atacou de DJ nas noites cariocas.
Sua próxima banda foi o Falange Moulin Rouge.
Gravou com Lobão nos discos Noite e A Vida é Doce e participou das turnês destes álbuns.
Depois passou a trabalhar com Adriana Calcanhoto, como produtor e diretor musical. Fez quatro discos, um DVD e participou das turnês.
Em 2011, juntou-se a Toni Platão, Dado Villa-Lobos e Charles Gavin para formar o supergrupo Panamericana, que toca sucessos do rock sul-americano.
Apresentou até 2019 o programa Estação Roquenrou, no Canal Brasil.

## Vida pessoal
Já foi casado com a cantora Bebel Gilberto.

## Prêmios e indicações

### Prêmio da Música Brasileira[3]
| Ano  | Categoria                 | Indicação                               | Resultado |
| ---- | ------------------------- | --------------------------------------- | --------- |
| 1988 | Melhor Canção de pop/rock | “Preciso Dizer Que Te Amo” (compositor) | Venceu    |
| 2014 | Álbum infantil            | Arca de Noé (produção)                  | Venceu    |